# Amy Katherine Browning
Amy Katherine Browning; Amy Dugdale; Amy Katherine Dugdale (31 de marzo de 1881 - 27 de enero de 1978) fue una pintora impresionista británica. 

## Biografía
Browning nació cerca de Luton en Bedfordshire en 1881. Sus padres, Katherine Lucy y James Day Browning tuvieron ocho hijos y ella fue la segunda. Su padre era alguacil, pero con el tiempo se convirtió en agricultor. Amy Browning entró al Colegio Real de Arte en 1899, pero tuvo que retirarse en 1901, ya que era la hija mayor, estaba soltera y su madre se encontraba embarazada. 
Era la estudiante favorita de Gerald Moira cuando las becas le permitieron regresar al Royal College. Moira la enviaría por encima para enseñar a los varones pintores estudiantes. Dejó la universidad en 1906. Se había hecho amiga y compañera de Sylvia Pankhurst y juntas crearon una exposición de arte para la Unión Social y Política de Mujeres en el Prince's Skating Club en 1909. Siguieron siendo amigas y trabajaron para recaudar dinero para los pobres durante la Primera Guerra Mundial. Mientras tanto, ella enseñaba, pero también tuvo un éxito temprano con su pintura. En 1913, el gobierno francés compró Sombra a cuadros, que se había llevado la medalla de plata cuando se exhibió en el Salón de París en 1913. Los franceses también compraron El chal rojo.  
Cuando el Salón de París se reinició después del conflicto, ella regresó y exhibió regularmente ganando la medalla de oro una vez. Browning también continuó exhibiendo regularmente en la Royal Academy y en otros lugares internacionales. Firmaría sus pinturas  como "AKBrowning" para evitar cualquier discriminación basada en el género.
Browning pasó su tiempo enseñando para subsidiar su pintura. Ella también tomó comisiones, incluyendo una de Winston Churchill y otra de Clementine Hozier, esposa de Churchill.
En 1952, su esposo, Thomas Cantrell Dugdale, murió y ella renunció a su casa y se fue a vivir a un departamento en Chelsea .

## Muerte y legado
Browning murió en Letchworth. Tiene pinturas en Musée Baron Gerard, Bayeux, Luton Museum and Art Gallery, Wolverhampton Museum and Art Gallery, Ipswich Museum and Art Gallery; Museo Kelvingrove y la colección de la Real Academia. Retratos de ella están en la National Portrait Gallery .